# 寒
寒（かん）とは、暦の上で寒さが最も厳しいとされる期間のこと。寒中（かんちゅう）、寒の内（かんのうち）ともいう。
二十四節気の小寒の日から立春の前日（節分）までの約30日間で、大寒の日がほぼ中間となる。小寒の日を寒の入り、立春の日を寒明けという。
寒中見舞いが出され、後半（大寒の日以降）には寒稽古が行われる。

## 関連用語
- 暑中